# Orgelberg
Der Orgelberg ist eine unbewaldete Erhebung bei Molsdorf.  
Der Berg hat eine Höhe von 258,3 m ü. NHN und markiert die südwestlichste „Ecke“ der thüringischen Landeshauptstadt Erfurt. Über den Südhang des Berges verläuft die Flurgrenze zum Nachbarort Thörey im Ilm-Kreis.
Auf dem Orgelberg befindet sich heute das Autobahnkreuz Erfurt mit der gleichzeitigen Überführung der noch im Bau befindlichen Neubaustrecke Ebensfeld–Erfurt. Die Trassen wurden zum Teil in den Berg eingegraben. Als Auflage sollte durch entsprechende Geländemodellierung im Bereich Orgelberg ein optimaler Lärmschutz für den nördlich angrenzenden Schlosspark Molsdorf entstehen. Vor dem Bau der Verkehrsprojekte in den Jahren 1996 bis 1998 wurde der Orgelberg landwirtschaftlich genutzt. 